# Umifenovir
Umifenovir ist ein Wirkstoff aus der Gruppe der Virostatika. In Russland ist das Mittel unter dem Markennamen Arbidol zur oralen Behandlung verschiedener Virusinfektionen, darunter der Influenza A und B, zugelassen, auch in China sollen Zulassungen bestehen.
Pharmazeutisch verwendete Salze sind das Umifenovirhydrochlorid bzw. Umifenovirhydrochlorid-Monohydrat.

## Wirkungsmechanismus
Umifenovir gehört zu den Fusionsinhibitoren, das heißt, es interagiert mit dem Hämagglutinin des Virus und verhindert die Fusion der Lipidmembran des Virus (Virushülle) mit der Zellmembran der Wirtszelle. Dies verhindert den Eintritt von Viren in die Wirtszelle.
In der Gebrauchsinformation von Arbidol werden eine in-vitro-Hemmung insbesondere des Influenza-A- und -B-Virus, einschließlich der hoch pathogenen Subtypen A-H1N1-pdm09 und A-H5N1, sowie anderer Erreger von akuten respiratorische Virusinfektionen (Acute Respiratory Viral Infections, ARVI), die mit einem schweren akuten respiratorischen Syndrom (SARS) assoziiert sind (etwa Coronaviren); ferner Rhinoviren, Adenoviren, Pneumoviren und Parainfluenza-Virus (Paramyxoviren) angegeben.
Umifenovir soll nicht nur eine spezifische antivirale Wirkung gegen Influenza-A- und Influenza-B-Viren, sondern auch modulatorische Wirkungen auf das Immunsystem besitzen.

## Therapeutische und experimentelle Anwendung
In Russland ist Umifenovir als Arbidol zugelassen zur Vorbeugung vor und Behandlung von Influenza A und B, anderen akuten Virusinfektionen der Atemwege, zur Therapie akuter Darminfektionen der Rotavirus-Ätiologie, sowie zur unspezifischen Prophylaxe und Behandlung des schweren akuten respiratorischen Syndroms (SARS).
2020 wird Umifenovir für die Therapie von COVID-19 erprobt. In einer in Wuhan durchgeführten Studie an moderat erkrankten Patienten hatten sich knapp 56 Prozent nach sieben Tagen erholt. Bei einer Vergleichsgruppe, der Favipiravir gegeben wurde, lag die Quote bei 71 Prozent. In einer kleineren Gruppe von zu Beginn der Therapie schwerkranken Patienten zeigte sich kein deutlicher Unterschied. Die Ergebnisse dieser Studie werden jedoch bezweifelt.